# Hessens ministerpresident
Hessens ministerpresident (tyska: Hessischer Ministerpräsident) är regeringschef i det tyska förbundslandet och väljs av Hessens lantdag.

## Ministerpresidenter sedan 1946
| Namn              | Från             | Till             | Parti                                            | Not   |
| ----------------- | ---------------- | ---------------- | ------------------------------------------------ | ----- |
| Karl Geiler       | 16 oktober 1945  | 20 december 1946 | Partilös (tillsatt av den amerikanska militären) | [ 2 ] |
| Christian Stock   | 20 december 1946 | 14 december 1950 | SPD                                              | [ 2 ] |
| Georg August Zinn | 14 december 1950 | 3 oktober 1969   | SPD                                              | [ 2 ] |
| Albert Osswald    | 3 oktober 1969   | 12 oktober 1976  | SPD                                              | [ 2 ] |
| Holger Börner     | 12 oktober 1976  | 23 april 1987    | SPD                                              | [ 2 ] |
| Walter Wallmann   | 23 april 1987    | 5 april 1991     | CDU                                              | [ 2 ] |
| Hans Eichel       | 5 april 1991     | 7 april 1999     | SPD                                              | [ 2 ] |
| Roland Koch       | 7 april 1999     | 31 augusti 2010  | CDU                                              | [ 2 ] |
| Volker Bouffier   | 31 augusti 2010  | 31 maj 2022      | CDU                                              | [ 2 ] |
| Boris Rhein       | 31 maj 2022      | sittande         | CDU                                              | [ 2 ] |